# Need for Speed: Shift
 (août 2011).
Si vous disposez d'ouvrages ou d'articles de référence ou si vous connaissez des sites web de qualité traitant du thème abordé ici, merci de compléter l'article en donnant les références utiles à sa vérifiabilité et en les liant à la section « Notes et références ».
Need for Speed: Shift est un jeu vidéo de course développé par Slightly Mad Studios et édité par Electronic Arts, il est sorti en 2009. Il est issu de la série des Need for Speed et est axé sur la simulation de conduite.

## Système de jeu
Need for Speed: Shift a été développé pour reproduire la sensation que procure la conduite de voitures ultra-performantes dans une course. La vision extérieure devient floue lorsque le bolide va trop vite et des mouvements de caméra singeant la réalité. À chaque virage, la caméra s’oriente de manière à montrer la fin de la courbe. Chaque accélération ou freinage est accompagné d’une oscillation de la caméra d’avant en arrière (ou d’arrière en avant) pour représenter les effets de la vitesse sur la tête du conducteur. Lors d’un choc, la vision se brouille même pendant quelques millisecondes. Côté son, cette vue interne s’accompagne du souffle aigu du moteur que seuls interrompent les changements de rapports.
Pour coller le plus possible à la réalité, l’intelligence artificielle de chaque concurrent est réglée indépendamment. Chaque pilote possèdera un comportement distinct selon qu’il soit plus agressif ou technique que les autres. Une conduite qui sera modifiée en temps réel par les événements de la course comme le fait qu’ils soient mis sous pression par votre façon de piloter ou par les performances d’un autre pilote.
La customisation (ou personnalisation) des voitures est un des principes majeurs de Need for Speed: Shift. Vous aurez la possibilité de paramétrer les aspects mécaniques de votre véhicule et de personnaliser le look intérieur et extérieur de votre engin de course. Tout est fait pour accentuer l'expérience du joueur. Ainsi les modifications basées sur les performances et apportées à la carrosserie seront personnalisables, tout comme les packs de performances et les pièces détachées.
Le jeu propose une vue à la première personne dans le cockpit. Lorsque l'on joue avec cette vue, il est possible de déplacer la tête du pilote pour regarder par la vitre, d'observer le rétroviseur gauche ou intérieur, mais aussi simplement de se regarder appuyer sur les pédales et passer les vitesses.

## Circuits
Concernant les circuits proposés dans Need for Speed: Shift, il y a des circuits de Formule 1 du monde entier avec également des tracés connus comme Laguna Seca ou encore Willow Springs (en) en Californie, ainsi que des endroits inédits placés au cœur de grandes villes comme Londres ou Tokyo.
Il figure aussi des tracés spécifiques pour les épreuves de "drift", ces tracés sont en fait des parcelles de ces circuits.

### Circuits traditionnels

Le tracé du circuit de Laguna Seca

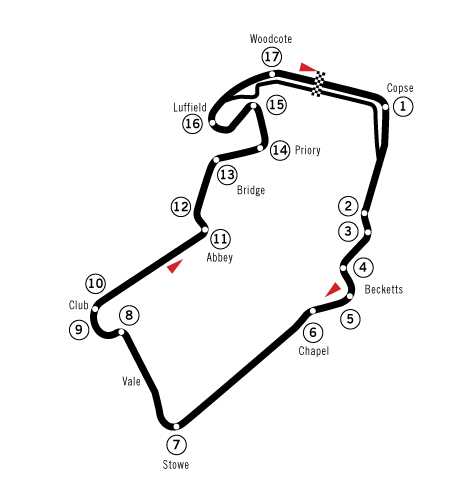
Le tracé du circuit de Silverstone

Voici la liste complète des 34 circuits disponibles :
- Alpental
- Ambush canyon
- Autopolis (GP)
- Autopolis (Lakeside)
- Brands Hatch (GP)
- Brands Hatch (Indy)
- Dakota (Club)
- Dakota (GP)
- Dakota (National)
- Dakota (International)
- Dakota (Trioval)
- Donington (GP)
- Donington (National)
- Ebisu (Circuit sud)
- Ebisu (Circuit ouest)
- Glendale (Club)
- Glendale (Est)
- Glendale (Ouest)
- Hazyview (Huit)
- Hazyview (Ouest)
- Laguna Seca (Mazda Raceway)
- Londres (Fleuves)
- Londres (Royal)
- Miyatomi
- Nordschleife (Nurburgring)
- Road America
- Rustle Creek
- Silverstone (GP)
- Silverstone (National)
- Silverstone (International)
- Spa (GCircuit de Spa Francorchamps GP)
- Tokyo (Circuit)
- Tokyo (Club)
- Willow Springs (GP) (en)
- Willow Springs (Horse thief mile) (en)

### Circuits de Drift
Voici la liste complète des 12 circuits disponibles :
- Autopolis
- Brands Hatch
- Dakota
- Donington
- Ebisu (Touge)
- Hazyview (huit)
- Londres (millenium)
- Miyatomi
- Road America
- Silverstone
- Spa

## Voitures
Les voitures sont divisées en quatre classes, débloquables au cours du jeu.
Chaque véhicule peut se voir attribuer plusieurs améliorations :
- ajout de nitro, pour une accélération plus franche
- conversion en modèle dite usine, qui transforme le véhicule en voiture de course
- drift, pour les épreuves de glisse

### Voitures disponibles
- Aston Martin DB9 Coupe (Classe 3)
- Aston Martin V8 Vantage N400 (Classe 3)
- Audi R8 4.2 FSI quattro (Classe 3)
- Audi RS4 (Classe 2)
- Audi S3 (Classe 1)
- Audi S4 (Classe 1)
- Audi TT 3.2 quattro (Classe 1)
- BMW 135i Coupé (Classe 1)
- BMW M3 E36 (Classe 2)
- BMW M3 E46 (Classe 2)
- BMW M3 E92 (Classe 2)
- BMW Z4 M Coupé (Classe 2)
- Bugatti Veyron 16.4 (Classe 4)
- Chevrolet Camaro SS (Classe 2)
- Chevrolet Cobalt SS (Classe 1)
- Chevrolet Corvette Z06 (Classe 3)
- Dodge Challenger Concept (Classe 2)
- Dodge Viper SRT10 (Classe 3)
- Ford Escort RS Cosworth (Classe 1)
- Ford Focus ST (Classe 1)
- Ford GT (Classe 3)
- Ford Shelby GT500 (Classe 2)
- Honda Civic Si (Classe 1)
- Honda S2000 (Classe 1)
- Infiniti G35 (V35) (Classe 1)
- Koenigsegg CCX (Classe 4)
- Lamborghini Gallardo LP560-4 (Classe 3)
- Lamborghini Murciélago LP640 (Classe 3)
- Lamborghini Reventon (Classe 4)
- Lexus LF-A Concept (Classe 4)
- Lotus Elise 111R (Classe 2)
- Lotus Exige S (Classe 3)
- Mazda MX-5 (Classe 1)
- Mazda RX-7 (Classe 2)
- Mazda RX-8 (Classe 1)
- McLaren F1 (Classe 4)
- Mercedes-Benz SL65 AMG (Classe 3)
- Mercedes-Benz SLR McLaren (Classe 4)
- Mitsubishi Lancer Evolution IX (Classe 2)
- Mitsubishi Lancer Evolution X (Classe 2)
- Nissan 200SX (S14) (Classe 1)
- Nissan 240SX (S14) (Classe 1)
- Nissan 350Z (Classe 1)
- Nissan 370Z (Classe 2)
- Nissan GT-R (Classe 3)
- Nissan GT-R SpecV (Classe 3)
- Nissan Silvia (Classe 2)
- Nissan 2000GT-R (Classe 1)
- Nissan Skyline (R34) (Classe 2)
- Pagani Zonda F (Classe 4)
- Pagani Zonda R (Classe 4)
- Porsche 911 GT2 (Classe 3)
- Porsche 911 GT3 RS (Classe 3)
- Porsche Carrera GT (Classe 4)
- Porsche Cayman S (Classe 2)
- Renault Mégane RS (Classe 1)
- Scion tC (Classe 1)
- Seat Leon Cupra (Classe 1)
- Subaru Impreza WRX STI (Classe 2)
- Toyota Corolla GT (E86) (Classe 1)
- Volkswagen Golf GTI (Classe 1)
- Volkswagen Scirocco (Classe 1)

## Musiques
Voici la liste des titres de Need for Speed: Shift :
1. "Kalemba (Wegue-Wegue)" (feat. Pongolove) : Buraka Som Sistema
2. "Pieces" (feat. Plan B) : Chase & Status
3. "Ghosts N Stuff" : Deadmau5
4. "Anything 'Cept the Truth" : Eagles of Death Metal
5. "Insight (The Nextmen Remix)" (feat. Asheru) : Fort Knox 5
6. "I Dread the Night" : Gallows
7. "This Time We Stand" : In Case of Fire
8. "Pull Up" : Jamal
9. "Paranoid (Part 2)" : Kanye West
10. "Underdog" : Kasabian
11. "The Streets are Ours" : The King Blues
12. "Te Convierto" : Mala Rodriguez
13. "Mean Street" : Mando Diao
14. "Click Click" (feat. E-40) : MSTRKRFT
15. "Whachadoin?" (feat. Spank Rock, M.I.A., Santigold, and Nick Zinner) : N.A.S.A.
16. "Run With the Wolves" : The Prodigy
17. "Lost Weekend" (feat. Mike Patton) : The Qemists
18. "Transmitter" : Regular John
19. "Under Control" : Rootbeer
20. "Electro 411 (Lies in Disguise Mix)" : Shinichi Osawa
21. "Baditude" : Spoon Harris & Obernik
22. "Dogonim" : Tokio
23. "Oh What Have You Done" : Twisted Wheel
24. "High Life" (feat. Sway) : Two Fingers